# Алексєєвка (Флорештський район)
Алексєєвка (рум. Alexeevca) — село у Флорештському районі Молдови. Адміністративний центр однойменної комуни, до складу якої також входять села Кіріловка, Думітрень та Редуленій-Ной.

## Населення
За даними перепису населення 2004 року у селі проживали 735 осіб.
Національний склад населення села:
| Національність       | Кількість осіб | Відсоток   |
| -------------------- | -------------- | ---------- |
| українці             | 392            | 53,3%      |
| молдавани румуни     | 266 2          | 36,2% 0,3% |
| росіяни              | 68             | 9,3%       |
| євреї                | 1              | 0,1%       |
| поляки               | 1              | 0,1%       |
| інша / без відповіді | 5              | 0,7%       |
| Всього               | 735            | 100%       |